# Deep Impact (sonde spatiale)
Pour les articles homonymes, voir Deep Impact.
Deep Impact est une sonde spatiale de l'agence spatiale américaine, la NASA, dont l'objectif principal est le recueil de données sur la composition interne de la comète Tempel 1. À l'époque de ce projet, les principales théories en vigueur postulent que les comètes sont constituées du matériau primordial à l'origine du Système solaire ce qui rend leur étude particulièrement importante pour la modélisation de sa formation. Deep Impact est une sonde spatiale d'environ 1 tonne, développée dans le cadre du programme Discovery qui rassemble des missions scientifiques interplanétaires à coût modéré. La sonde spatiale, lancée début 2005, arrive à proximité de la comète le 4 juillet 2005 et largue un impacteur de près de 400 kg qui, en frappant sa surface à grande vitesse, crée un cratère d'impact d'environ 30 mètres de diamètre. Les matériaux éjectés en provenance de couches situées sous la surface sont alors analysées par les instruments de la sonde spatiale. La sonde remplit parfaitement ses objectifs en fournissant des données précises et parfois inattendues sur la structure interne de la comète.
Après le survol de Tempel, un nouvel objectif est fixé à la sonde spatiale dans le cadre de la mission rebaptisée EPOXI. Deep Impact, après avoir utilisé l'assistance gravitationnelle de la Terre fin 2007 pour modifier sa trajectoire, survole la comète Hartley 2 à environ 700 km le 4 novembre 2010 et parvient à effectuer des photographies montrant des jets de dégazage. Par la suite, Deep Impact effectue des campagnes d'observation à grande distance des comètes et la sonde est programmée pour un survol en janvier 2020 de l'astéroïde (163249) 2002 GT. Mais la NASA perd tout contact avec Deep Impact en août 2013 et l'agence spatiale annonce la fin de sa mission en septembre 2013.

## Contexte
Au sein de la NASA, la première proposition d'une mission consistant à envoyer un impacteur sur une comète remonte à 1996. À l'époque, les ingénieurs de l'agence spatiale américaine doutent qu'il soit possible d'obtenir une précision suffisante pour atteindre la cible compte tenu de la vitesse relative d'une sonde spatiale par rapport à une comète et de la faible taille de l'objet visé. En mars 1998, un projet de mission très détaillé est proposé à la suite d'un appel à candidatures du programme Discovery qui rassemble des missions scientifiques interplanétaires à coût modéré. Deep Space fait partie des cinq finalistes (parmi 26 candidats) retenus en novembre 1998 pour la qualité de leur retour scientifique potentiel. Finalement, le 7 juillet 1999, la mission est sélectionnée ainsi que Messenger (orbiteur devant étudier la planète Mercure). Le responsable de la mission est Michael A'Hearn, professeur à l'université du Maryland. Le coût de la mission est évalué à 240 millions de dollars américains. La réalisation de la sonde Deep Impact et de son instrumentation scientifique est confiée à la société Ball Aerospace & Technologies située à Boulder (Colorado).

## Objectif
L'objectif de Deep Impact est de déterminer la composition interne de la comète Tempel 1. Pour cela, un impacteur, autrement dit un projectile, est envoyé par la sonde vers la comète pour qu'il vienne la percuter, et ainsi éjecter de la matière appartenant au noyau, ce qui permet de l'étudier par spectroscopie. L'intérêt est autant d'étudier la composition des éjectas que le comportement de la comète et de sa structure au moment de l'impact.
La composition interne des comètes est mal connue. Jusqu'à présent, seules des analyses de surface sont réalisées, grâce à l'étude des particules qui sont éjectées, à la suite de l'échauffement de la comète à l'approche du Soleil. L'étude de la composition interne des comètes doit permettre de mieux comprendre la formation du Système solaire, car les comètes sont des éléments de matières agglomérés, tels qu'il y en a au temps de la formation du Système solaire.
Cette mission est aussi la première à étudier la possibilité de dévier un éventuel objet céleste susceptible de croiser la Terre. Mais Deep Impact ne cherche en aucun cas à modifier significativement l'orbite de Tempel 1. Comme l'a souligné de façon humoristique un responsable de la NASA, la collision entre l'impacteur et la comète — qui a tout de même produit un cratère de plusieurs dizaines mètres de diamètre — est la même que celle « entre un moustique et un 747 ».
Dans ce contexte, les objectifs de la mission Deep Impact sont :
- améliorer notre compréhension des caractéristiques principales du noyau d'une comète et recherche sur l'intérieur d'une comète.
- déterminer des caractéristiques des couches extérieures d'une comète, comme la densité, la porosité, la résistance mécanique et la composition chimique.
- comparer les couches externes et internes d'une comète par comparaison du cratère résultant de l'impact et de la surface avant impact.
- améliorer notre compréhension de l'évolution du noyau d'une comète, par la comparaison entre couches internes et externes.

## Description technique

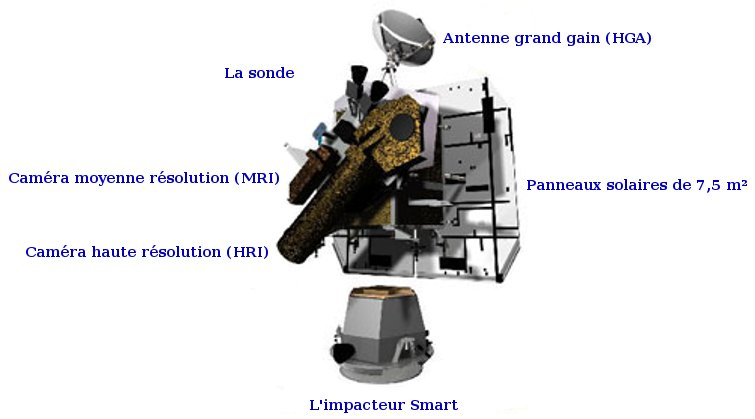
Schéma de la sonde Deep Impact.

Deep Space pèse 973 kg. Deep Impact est composée de deux parties : la sonde spatiale proprement dite et l'impacteur qui doit être propulsé vers la comète.

### La sonde

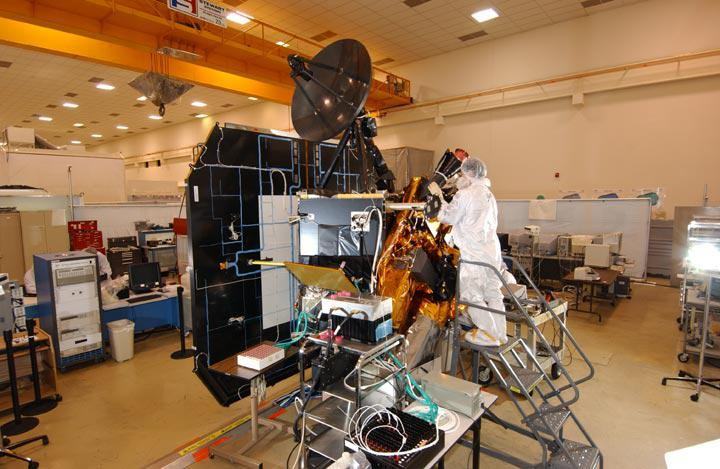
La sonde avec son panneau solaire fixe et son antenne grand gain orientable.

La sonde a pour objectif de transporter l'impacteur jusqu'à sa destination et d'analyser avec ses instruments les résultats de l'impact.
La sonde pèse 601 kg dont 89 kg de carburant, pour une longueur de 3,2 m, une largeur de 1,7 m et une hauteur de 2,3 m. Elle est équipée de panneaux solaires fixes d'une surface de 2,8 × 2,8 m, capables de fournir une puissance de 750 watts. L'énergie est stockée dans un accumulateur NiH2 capable de fournir 16 ampères-heures. La structure de la sonde est faite de profilés d'aluminium et de panneaux d'aluminium en nids d'abeille. La capacité de calcul est fournie par deux ordinateurs redondants. Le cœur de chaque système est un processeur RAD750, une version durcie contre les radiations du PowerPC G3 de IBM, fonctionnant à 133 MHz. La mémoire vive (RAM) totale des systèmes est d'un gigaoctet. On attend une masse de données de 309 Mo en provenance de la sonde.
Les communications avec la Terre se font en bande X (à 8 GHz) avec un débit descendant (de la sonde vers la Terre) de 175 kbit/s et un débit montant de 125 bit/s. La communication avec l'impacteur lorsque celui-ci se détache de son vaisseau mère se fait en bande S avec un débit montant (de la sonde à l'impacteur) de 64 kbit/s et un débit descendant de 16 kbit/s, pour une distance maximale de 8 700 km. La sonde est équipée d'une antenne parabolique HGA à grand gain d'un mètre de diamètre orientable et de deux antennes LGA à faible gain. Un groupe de propulseurs est disponible pour les corrections de trajectoire. Ils fournissent une poussée totale de 5 000 newtons-secondes et permettent de modifier la vitesse de 190 m/s sur l'ensemble de la mission. Ils fonctionnent à l'hydrazine.

#### Instruments
La sonde emporte deux instruments scientifiques :
- une caméra d'une résolution de 2 mètres par pixel, High Resolution Instrument (HRI). Il s'agit d'un télescope avec une ouverture de 30 cm. La lumière est transmise à une caméra multispectrale et à un spectromètre infrarouge. Lorsque les premières images sont prises, on s'aperçoit que l'instrument a un défaut de fabrication qui ne lui permet pas d'obtenir la résolution désirée. Toutefois, l'utilisation d'algorithmes de traitement d'image développés initialement pour le télescope spatial Hubble permet de corriger le problème.
- une caméra d'une résolution de 10 mètres par pixel, Medium Resolution Instrument (MRI).

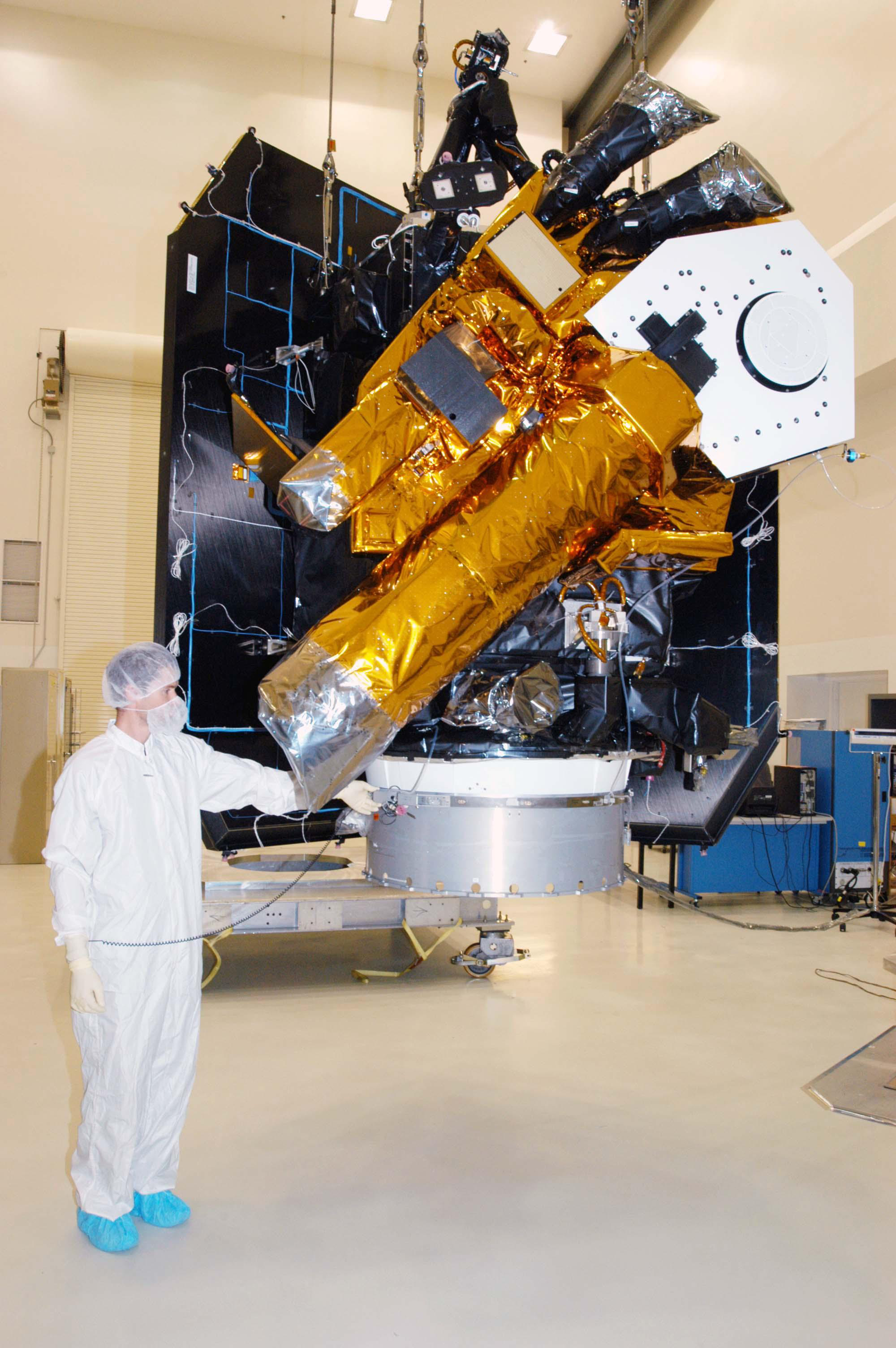
Les caméras moyenne et haute résolution sont les cylindres enveloppés d'un isolant doré visible sur cette photo de la sonde spatiale.
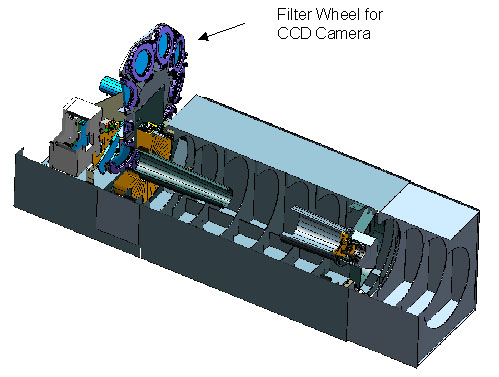
Schéma de l'instrument MRI.
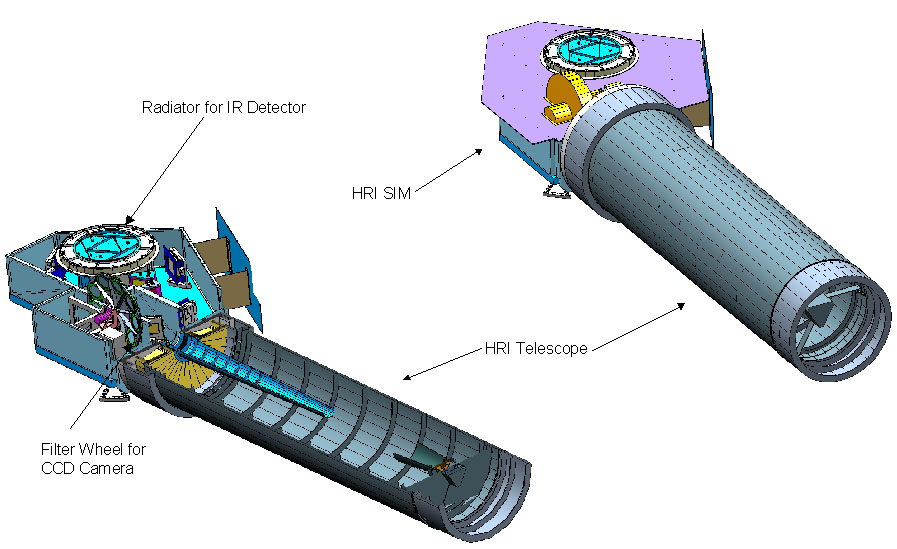
Schéma de l'instrument HRI.

### L'impacteur

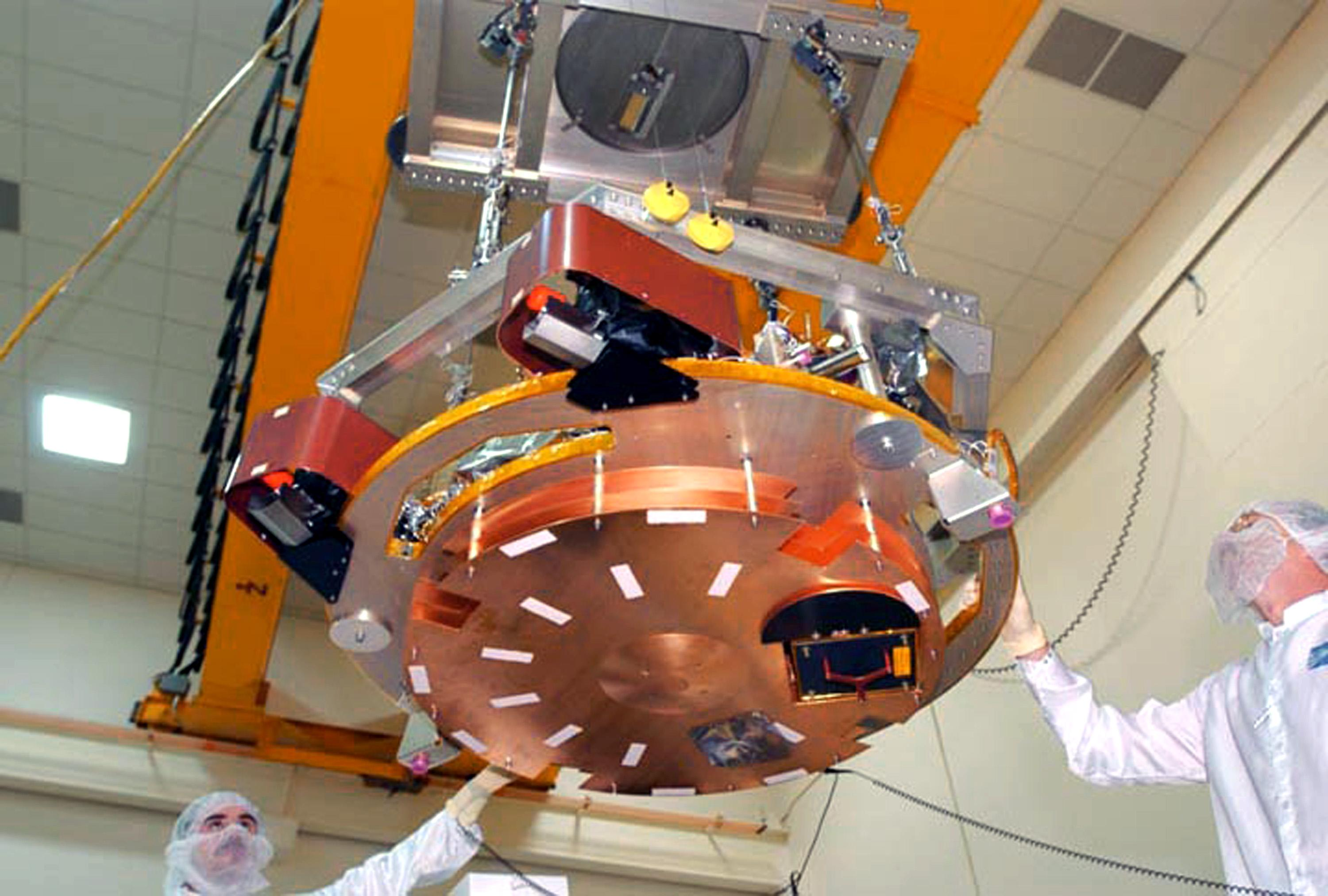
L'impacteur.

L'impacteur possède un logiciel intelligent de navigation autonome. Il pèse 372 kg, dont 8 kg de carburant, pour 1 m de haut et 1 m de diamètre. Le seul instrument scientifique qu'il contient est une caméra (Impactor Targeting Sensor (ITS)). Celle-ci est destinée principalement à guider Smart vers Tempel 1 et ainsi lui permettre d'effectuer des corrections de trajectoire si nécessaire. La caméra doit également prendre des clichés de la comète durant son approche. Smart est alourdie de 113 kg par des plaques de cuivre formant une sphère rapportées à la pointe de l'impacteur, pour que l'impact soit plus important. Il est composé à 49 % de cuivre et à 24 % d'aluminium, ce qui permet de minimiser la corruption du spectre du noyau, et ainsi faciliter son étude par le spectromètre de la sonde et des différents télescopes qui l'observent lors de l'impact.
Le largage de l'impacteur s'est effectué 24 heures avant l'impact. Durant ce temps, la sonde est alimentée par des accumulateurs capables de fournir 250 ampères-heures. L'informatique embarquée et la propulsion sont analogues à ceux de l'orbiteur (mais sans système redondant, rendu inutile par la courte durée de vie de l'impacteur). La poussée est de 1 750 N pour une accélération de 25 m/s2. l'impacteur contient un mini-cédérom, contenant l'enregistrement de 625 000 noms de personnes, qui ont participé au programme de la NASA, appelé Envoyez votre nom sur une comète de mai 2003 à janvier 2004. Les organisateurs sont surpris de l'enthousiasme des gens pour ce programme.

## Déroulement de la mission

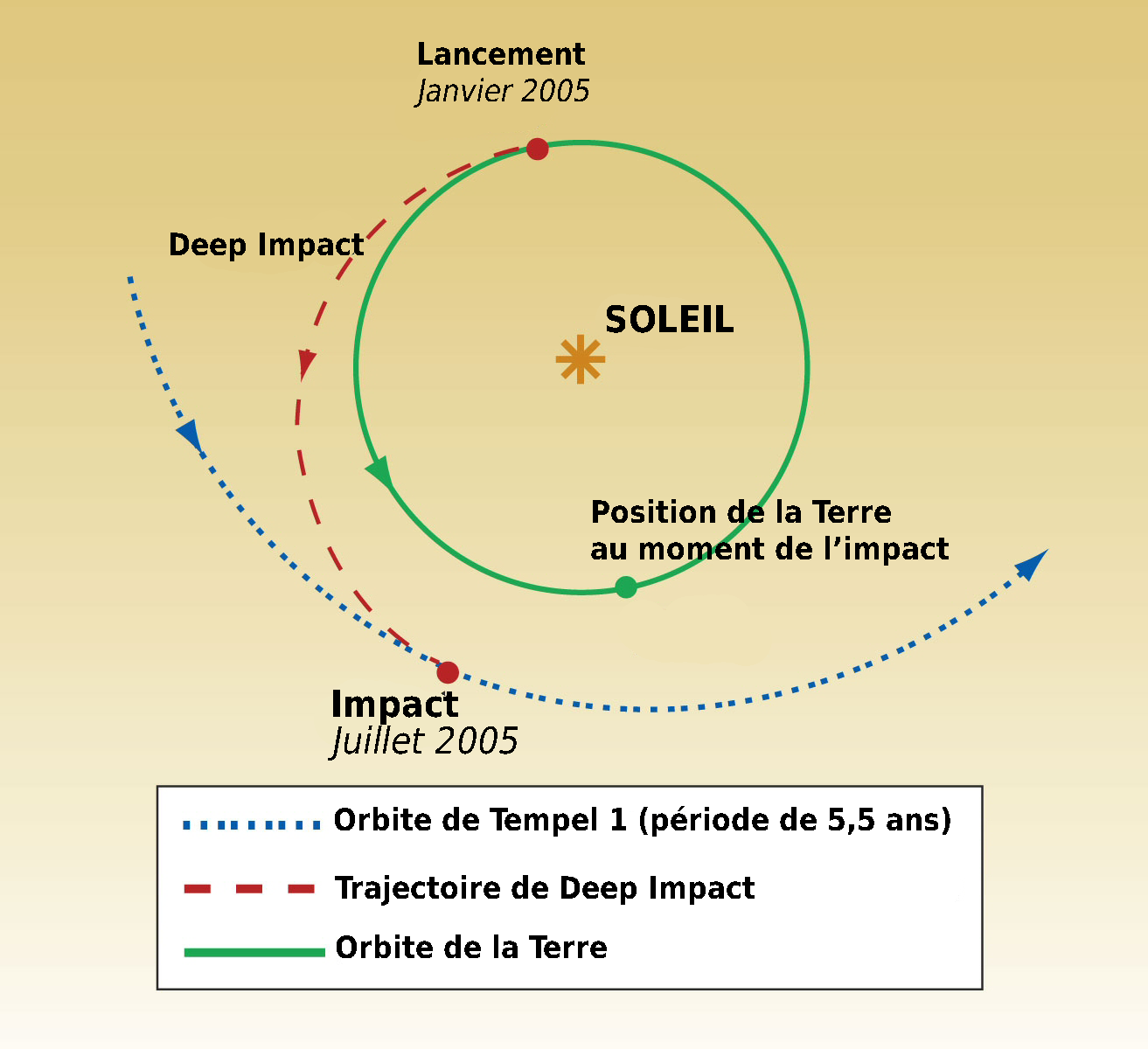
Trajectoire de la sonde Deep Impact durant sa mission primaire (impact de Tempel 1).

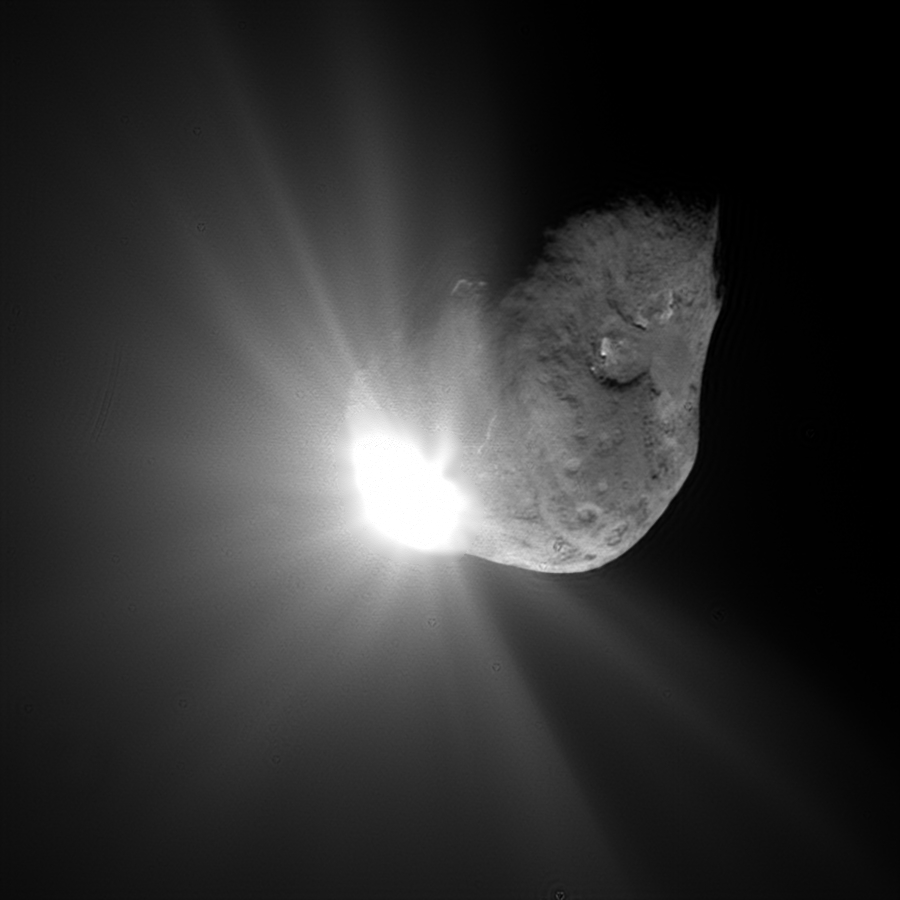
Image haute résolution prise par la sonde, 67 secondes après l'impact.

Prévu le 30 décembre 2004, le lancement de la sonde est retardé par la NASA pour permettre d'effectuer plus de tests sur les logiciels. Finalement, le lancement de la sonde est réalisé le 12 janvier 2005, de la base de lancement de Cap Canaveral, à bord d'un lanceur Delta II. La séparation de l'impacteur se produit le 3 juillet 2005 à 06 h 07 TU, 1 jour avant l'impact. Le pilotage automatique de l'impacteur est activé 2 heures avant l'impact, ce qui l'amène à effectuer 3 corrections de trajectoire. C'est ainsi que l'impacteur percute la comète comme prévu, le 4 juillet, jour de la fête nationale des États-Unis, à 5 h 52 TU. Selon les premières estimations, l'impact provoque un cratère de 50 m à 250 m de diamètre. La sonde reçoit au fur et à mesure les images de la caméra de l'impacteur, caméra qui fonctionne jusqu'au dernier moment, alors que l'on s'attend à ce qu'elle soit détruite à l'approche du flux de poussières émises par la comète. L'impacteur percute la comète à la vitesse de 10,2 km/s. La sonde, qui est alors à une distance de 500 kilomètres, filme en même temps la scène via ses deux caméras. Toutes les informations sont transmises presque en temps réel au Jet Propulsion Laboratory (JPL), l'organisme responsable de la gestion de toutes les sondes spatiales de la NASA. Les télescopes spatiaux Hubble, Spitzer et Chandra observent également l'impact pour fournir un complément d'information et comparer certaines de leurs données avec celles de la sonde. Il est à noter que le télescope terrestre européen, le Very Large Telescope (VLT), ne peut assister à l'impact en raison de sa position par rapport à la comète, mais il participe tout de même à l'observation en étudiant les conséquences de l'impact.

### L'extension de mission EPOXI

Animation du survol de la comète Hartley 2 par la sonde le 4 novembre 2010.

Le 20 juillet 2005, la NASA annonce que la sonde effectue une sixième correction de trajectoire qui lui permet de survoler la Terre en décembre 2007 et ainsi rester à proximité des planètes intérieures du Système solaire (de Mercure à Mars), pour une éventuelle seconde mission. L'agence spatiale américaine demande à tous les scientifiques intéressés, de leur proposer des programmes d'études réalisables par la sonde. La nouvelle mission est baptisée EPOXI (en anglais : Extrasolar Planet Observation and Deep Impact Extended Investigation). Elle consiste à observer les transits de planètes extrasolaires et à survoler une nouvelle comète.

#### Le survol de Hartley 2 (2010)
La comète Boethin est choisie pour un survol en décembre 2008, mais n'ayant pas été observée depuis 1986, sa position n'est pas connue avec précision. Michael A'Hearn, le responsable de la mission, annonce donc une nouvelle cible pour Deep Impact : la comète Hartley 2 dont le survol est prévu le 4 novembre 2010 . Le 28 mai 2010, le moteur est mis à feu modifiant la vitesse de 0,1 m/s pour permettre le survol de la Terre et pour optimiser le transit vers Hartley 2 et son survol le 4 novembre 2010. Le 4 novembre 2010, la sonde survole comme prévu Hartley 2 à une distance de 700 km et renvoie des photos de la comète : celle-ci a une forme de cacahuète avec plusieurs jets de gaz brillants s'échappant à une extrémité.

#### Objectif: survol de (163249) 2002 GT en 2020
Des corrections de trajectoires ont lieu en décembre 2011 et octobre 2012 pour envoyer la sonde vers l'astéroïde (163249) 2002 GT, qu'elle doit survoler le 4 janvier 2020 à une distance de 200 km. La perte de contact en août 2013, puis l’arrêt de la mission en septembre 2013, rendent caduc cet objectif.

#### La perte de contact deseptembre 2013
Le 10 septembre 2013, le centre spatial JPL de la NASA annonce qu'il a perdu le contact avec la sonde spatiale et que sa dernière communication avec celle-ci a eu lieu le 8 août 2013. L'explication avancée est la suivante : la sonde a un compteur incrémenté tous les dixièmes de seconde, compteur codé sur 32 bits. Et sa date de départ est le 1er janvier 2000. Le 11 août 2013 à 0 h 38 min 49 s TU, le compteur en question a donc atteint sa limite maximale, 4 294 967 296. Les ingénieurs supposent que l'ordinateur de bord se réinitialise en permanence. Dans ces conditions, la sonde spatiale ne peut plus utiliser ses propulseurs pour orienter de manière optimale ses panneaux solaires ce qui peut entraîner une panne électrique. Par ailleurs, l'absence de stabilité de l'orientation rend particulièrement difficile toute reprise de contact via les antennes de réception du bord. Le 20 septembre, l'agence spatiale annonce qu'elle abandonne ses tentatives de reprise de contacts et elle déclare que la mission de Deep Impact est terminée.

## Résultats

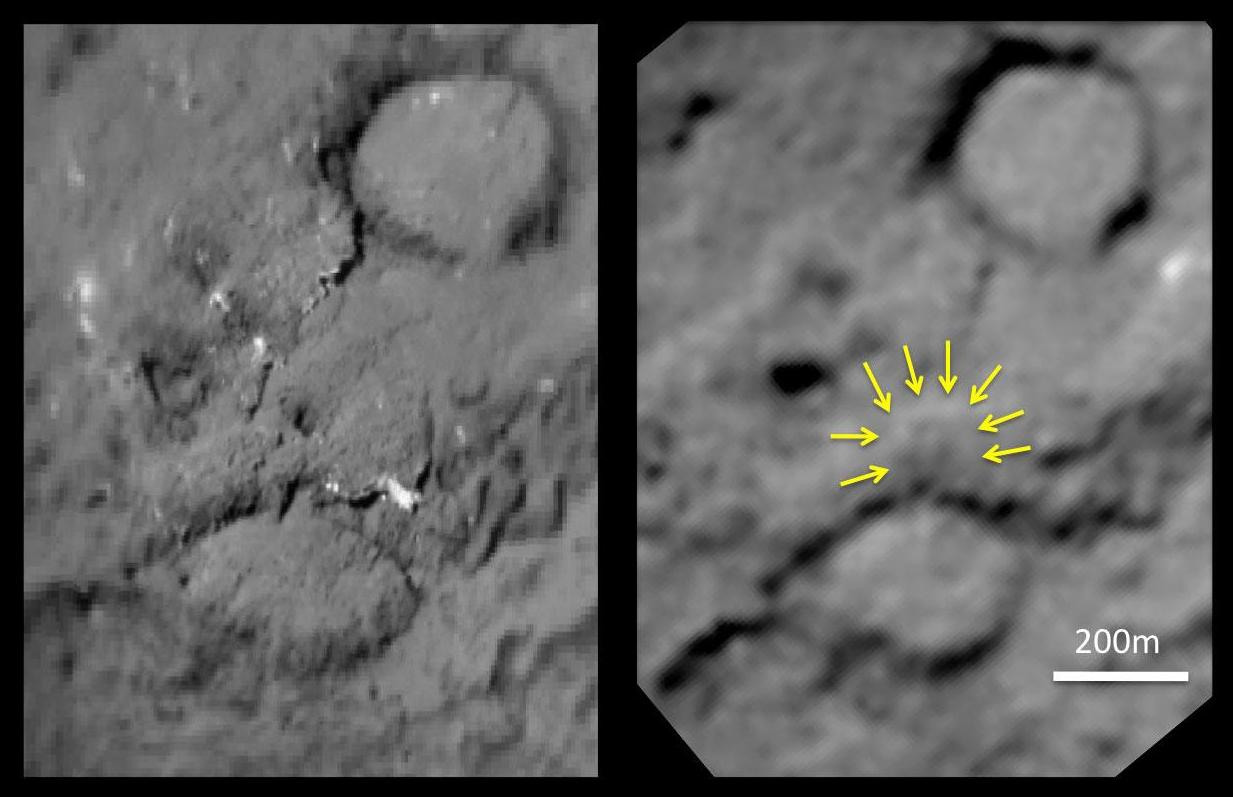
Photographie prise avant/après l'impact.

Les premiers résultats de l'impact sont assez surprenants. L'important jet de poussière et la lumière qui suivent l'impact sont plus importants que prévu. Il s'avère que la surface de Tempel 1 est recouverte d'une poussière très fine, « plus proche de la poudre de talc que du sable » déclare un responsable scientifique de l'université du Maryland.
Deep Impact n'étant pas en orbite autour de la comète, mais seulement en survol rapide, ses instruments n'ont pas observé le cratère qui s'est formé car celui-ci est caché par la poussière éjectée . La NASA prévoit d'utiliser la sonde Stardust pour aller observer le cratère en 2011. Selon l'instrument OSIRIS de la sonde Rosetta, des scientifiques du CNRS et de l'observatoire astronomique de Marseille-Provence déterminent que le diamètre du cratère est d'environ 30 mètres. Plus de 5 000 tonnes de poussière, 5 000 tonnes de glace d'eau et 15 tonnes de glace d'acide cyanhydrique sont également éjectées. Ces résultats portent à croire que Tempel 1 est plus dense qu'on ne le pense. Plusieurs articles faisant le point sur les résultats de l'impact avec Tempel 1 sont publiés dans l'édition du 9 septembre 2005 du magazine Science et un autre dans la revue Nature du 13 octobre faisant le point sur les résultats obtenus par la sonde Rosetta. Malheureusement, la NASA a perdu le contact avec la sonde Deep Impact le 8 août 2013.